# Wouter Vrancken
Wouter Vrancken (Sint-Truiden, 3 febbraio 1979) è un allenatore di calcio ed ex calciatore belga, di ruolo centrocampista.

## Statistiche da allenatore
Statistiche aggiornate all'8 agosto 2023.
| Stagione        | Squadra         | Campionato      | Campionato | Campionato | Campionato | Campionato | Coppe nazionali | Coppe nazionali | Coppe nazionali | Coppe nazionali | Coppe nazionali | Coppe continentali | Coppe continentali | Coppe continentali | Coppe continentali | Coppe continentali | Altre coppe | Altre coppe | Altre coppe | Altre coppe | Altre coppe | Totale | Totale | Totale | Totale | % Vittorie | Piazzamento |
| Stagione        | Squadra         | Comp            | G          | V          | N          | P          | Comp            | G               | V               | N               | P               | Comp               | G                  | V                  | N                  | P                  | Comp        | G           | V           | N           | P           | G      | V      | N      | P      | %          | Piazzamento |
| --------------- | --------------- | --------------- | ---------- | ---------- | ---------- | ---------- | --------------- | --------------- | --------------- | --------------- | --------------- | ------------------ | ------------------ | ------------------ | ------------------ | ------------------ | ----------- | ----------- | ----------- | ----------- | ----------- | ------ | ------ | ------ | ------ | ---------- | ----------- |
| ago.-ott. 2017  | Lommel          | DK              | 9          | 6          | 2          | 1          | CB              | 2               | 1               | 0               | 1               | -                  | -                  | -                  | -                  | -                  | -           | -           | -           | -           | -           | 11     | 7      | 2      | 2      | 63,64      | Dim         |
| 2018-2019       | Malines         | 1B              | 25+2       | 17+1       | 6+1        | 2          | CB              | 7               | 6               | 1               | 0               | -                  | -                  | -                  | -                  | -                  | -           | -           | -           | -           | -           | 34     | 24     | 8      | 2      | 70,59      | Sub, 1°     |
| 2019-2020       | Malines         | PL              | 29         | 13         | 5          | 11         | -               | -               | -               | -               | -               | -                  | -                  | -                  | -                  | -                  | SB          | 1           | 0           | 0           | 1           | 30     | 13     | 5      | 12     | 43,33      | 6°          |
| 2020-2021       | Malines         | PL              | 34+6       | 13+3       | 9+2        | 12+1       | CB              | 3               | 2               | 0               | 1               | -                  | -                  | -                  | -                  | -                  | -           | -           | -           | -           | -           | 43     | 18     | 11     | 14     | 41,86      | 8°          |
| 2021-2022       | Malines         | PL              | 34+6       | 15+1       | 7+1        | 12+4       | CB              | 3               | 2               | 0               | 1               | -                  | -                  | -                  | -                  | -                  | -           | -           | -           | -           | -           | 43     | 18     | 8      | 17     | 41,86      | 7°          |
| Totale Mechelen | Totale Mechelen | Totale Mechelen | 122+14     | 58+5       | 27+4       | 37+5       |                 | 13              | 10              | 1               | 2               |                    | -                  | -                  | -                  | -                  |             | 1           | 0           | 0           | 1           | 150    | 73     | 32     | 45     | 48,67      |             |
| 2022-2023       | Genk            | PL              | 34+6       | 23+2       | 6+2        | 5+2        | CB              | 3               | 2               | 0               | 1               | -                  | -                  | -                  | -                  | -                  | -           | -           | -           | -           | -           | 43     | 27     | 8      | 8      | 62,79      | 2°          |
| 2023-2024       | Genk            | PL              | 30+7       | 12+3       | 11+1       | 7+3        | CB              | 2               | 1               | 0               | 1               | UCL+UEL+UECL       | 2+2+8              | 0+0+4              | 2+1+3              | 0+1+1              | -           | -           | -           | -           | -           | 51     | 20     | 18     | 13     | 39,22      | Eson        |
| Totale Genk     | Totale Genk     | Totale Genk     | 64+13      | 35+5       | 17+3       | 12+5       |                 | 5               | 3               | 0               | 2               |                    | 12                 | 4                  | 6                  | 2                  |             | -           | -           | -           | -           | 94     | 47     | 26     | 21     | 50,00      |             |
| 2024-2025       | Gent            | PL              | 13         | 5          | 4          | 4          | CB              | 1               | 1               | 0               | 0               | UECL               | 8                  | 6                  | 1                  | 1                  | -           | -           | -           | -           | -           | 22     | 12     | 5      | 5      | 54,55      |             |
| Totale carriera | Totale carriera | Totale carriera | 235        | 114        | 57         | 64         |                 | 21              | 15              | 1               | 5               |                    | 20                 | 10                 | 7                  | 3                  |             | 1           | 0           | 0           | 1           | 277    | 139    | 65     | 73     | 50,18      |             |

## Palmarès

### Giocatore

#### Competizioni nazionali
- Coppa di Lega belga: 1

Sint-Truiden: 1999-2000

### Allenatore

#### Competizioni nazionali
- Coppa del Belgio: 1

Malines: 2018-2019
- Tweede klasse: 1

Malines: 2018-2019